# Salinização

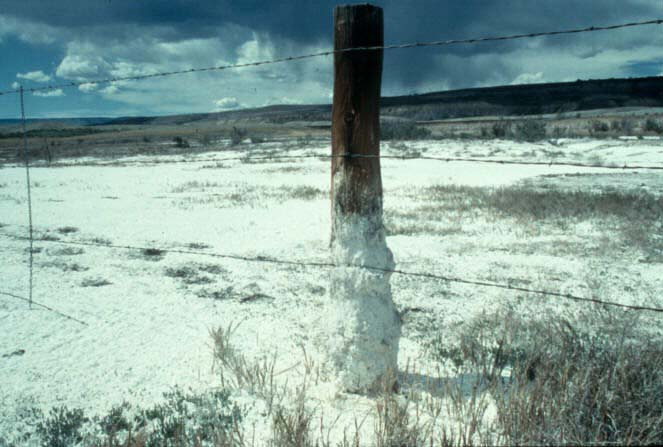
Exemplo de solos com alto nível de salinização, no Colorado

Salinização é a concentração  de sais, provocada pela evapotranspiração máxima ou intensa, principalmente em locais de climas tropicais áridos ou semiáridos, onde normalmente existe drenagem ineficiente.
Os solos apresentam sais em níveis diferenciados.
Quando este nível se eleva, chegando a uma concentração muito alta, pode prejudicar o desenvolvimento de algumas plantas mais sensíveis, ou mesmo impedir o desenvolvimento de praticamente todas as espécies. A salinização do solo pode ser causada pelo mau manejo da irrigação em regiões áridas e semiáridas, caracterizadas pelos baixos índices pluviométricos e intensa evapotranspiração. A baixa eficiência da irrigação e a drenagem insuficiente nessas áreas contribuem para a aceleração do processo de salinização, tornando-as improdutivas em curto espaço de tempo.

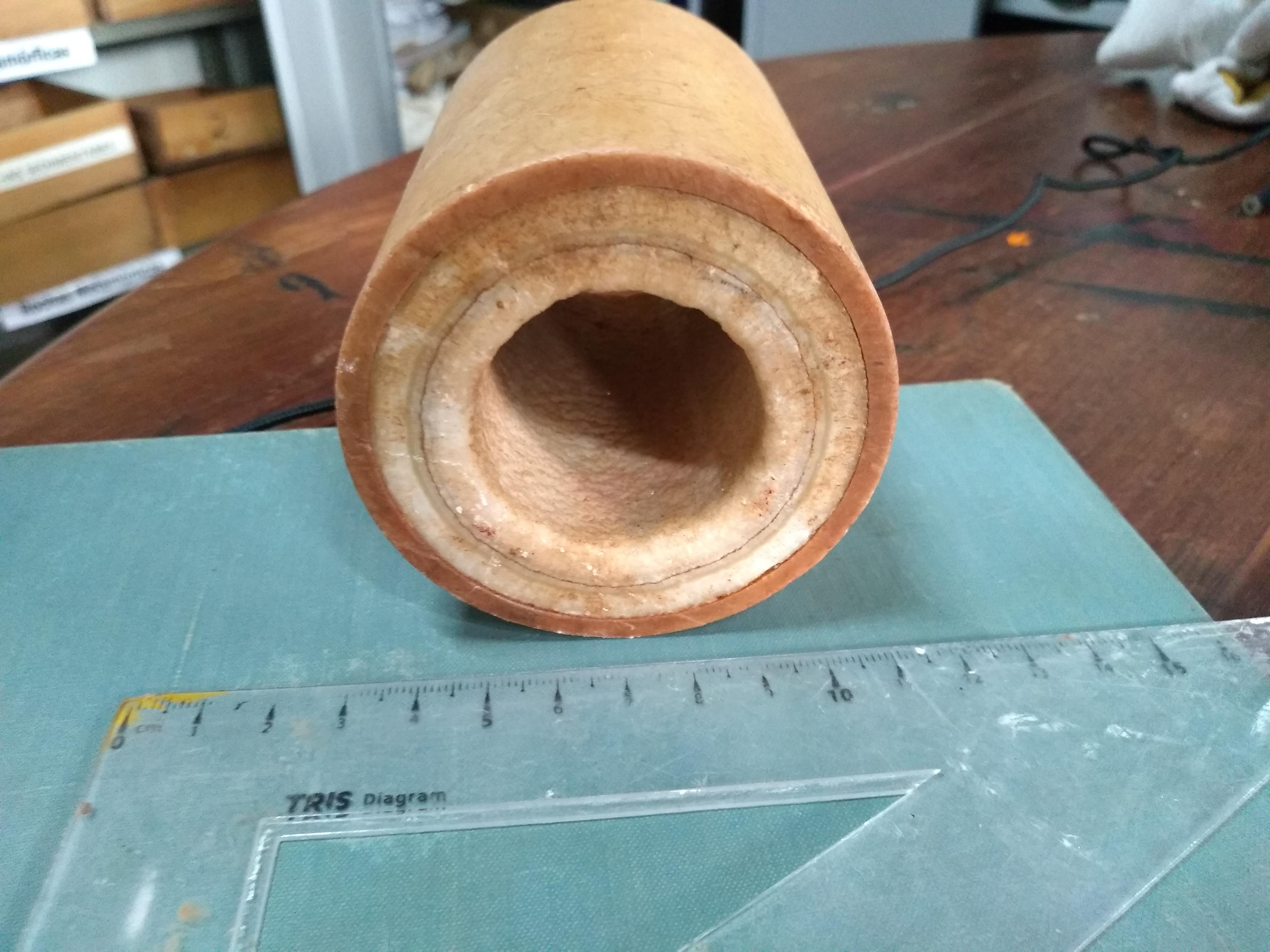
Incrustação salina em cano de irrigação

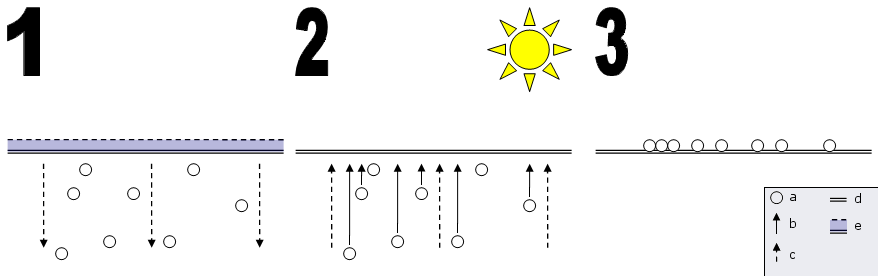
Chuva ou irrigação, pode trazer sal para a superfície devido a ação de capilaridade